# Carex maritima
Carex maritima — вид багаторічних трав'янистих рослин родини осокові (Cyperaceae). Етимологія: лат. maritima — «морський».

## Опис
Рослини колоніальні. Кореневища довгі. Стебла поодинокі або слабо згруповані, 1–25(44) см, зазвичай вигнуті, циліндричні, гладкі. Листя: базальні піхви від коричневого до темно-коричневого кольору; пластини шириною 0,5–2 мм, приблизно довжини стебел. Суцвіття 0,5–1,6(2) см. Маточкові луски від блідо-коричневого до темно-коричневого кольору. Плоди 3,5–4,5 мм, з дзьобом 0,5–1 мм.

## Поширення
Південна Америка; Північна Америка: Гренландія, Канада, Аляска; Євразія: російська Північ, Австрія, Ліхтенштейн, Велика Британія, Данія, Фарерські острови, Франція, Швейцарія, Ісландія, Італія, Норвегія, Швеція; Марокко. Населяє пляжі, піщані дюни і вологі тінисті місця, кам'янисті чи багаті мінералами ґрунти озер, річок і океанських берегів, низинні болота.